# Syzygium baladense
Syzygium baladense är en myrtenväxtart som först beskrevs av Adolphe-Théodore Brongniart och Jean Antoine Arthur Gris, och fick sitt nu gällande namn av J.W.Dawson. Syzygium baladense ingår i släktet Syzygium och familjen myrtenväxter.
Artens utbredningsområde är Nya Kaledonien. Inga underarter finns listade i Catalogue of Life.